# میخیلو پترنکو
میخیلو پترنکو (انگلیسی: Mykhailo Petrenko؛ 1817 – january 06 [سبک قدیمی: december ۲۵] 1863/1862) شاعر اهل امپراتوری روسیه بود.